# Max von Pufendorf
Maximilian von Pufendorf (Hilden, 1976) es un actor de teatro y cine alemán .

## Carrera profesional
Max von Pufendorf es descendiente de Samuel von Pufendorf e hijo de Lutz von Pufendorf, ex secretario de Estado de Cultura de Berlín. Completó sus estudios de arte dramático en la Academia de Artes Dramáticas Ernst Busch de Berlín. De 1999 a 2001 tuvo su primer contrato en el Residenztheater de Munich, donde trabajó con Hans Neuenfels y Thirza Bruncken, entre otros.
En el Maxim-Gorki-Theatre de Berlín actuó en Schnitt ins Fleisch de Xavier Durringer (director: Stefan Otteni ) y en el Hans Otto Theatre, Potsdam in Die Räuber, dirigida por Piet Drescher. En el Deutsches Theatre de Berlín actuó en la obra de Shakespeare Titus Andronicus dirigida por Hans Neuenfels con Elisabeth Trissenaar, Hans-Michael Rehberg e Ingo Hülsmann . Para la producción de A Midsummer Night's Dream en el Deutsches Theatre de Berlín, von Pufendorf trabajó bajo la dirección de Jürgen Gosch .
Max von Pufendorf debutó en el cine en 1999 en la película de suspense neo-noir de Buddy Giovinazzo The Unscarred (Todos mueren) junto a Heino Ferch . Ambos interpretaron el papel de Johann en diferentes edades. En 2000, junto con Dagmar Manzel, Robert Stadlober y Tom Schilling, formó parte del elenco de la película dramática sobre la mayoría de edad Crazy, que narra la difícil situación de Benjamin, un adolescente discapacitado que crece separado de su padres en un internado. En 2003 interpretó el papel de Zooey en el cortometraje Franny and Zooey, dirigido por Robin von Hardenberg, basado en la novela de JD Salinger.
Max von Pufendorf interpretó sus primeros papeles televisivos en episodios de la serie Tatort (2003, 2004), Polizeiruf 110 (2005) y Ein Fall für Zwei (2006). En la muy aclamada nueva versión del caso Vera Brühne, actuó en 2001 junto a Corinna Harfouch, Hans-Werner Meyer, Ulrich Noethen, Hanns Zischler y Michael Degen en el papel del periodista sensacionalista Karsten Meyer. En 2006 asumió el papel del Capitán Carsten Benedikt en la película de guerra Murderous Peace junto a Max Riemelt. La película cuenta la historia de los jóvenes soldados de la Bundeswehr, Tom y Charly, que están en Kosovo como fuerza de mantenimiento de la paz de la KFOR.
En 2006, Max von Pufendorf encarnó la figura del deprimido Julian en The Last Piece of Heaven de Jo Baier . En 2008 asumió el papel de René Maria von Trotha junto a Armin Mueller-Stahl, Justus von Dohnányi, Sunnyi Melles, Iris Berben y August Diehl en el elenco de la nueva película de Buddenbrook dirigida por Heinrich Breloer . En 2012 actuó en el papel principal junto a Stefanie Stappenbeck en la serie Sat.1 doctor Auf Herz und 1974 . Está casado y vive con su familia en Berlín.

## Lista de trabajos

### teatro
- 1998: Maxim Gorki Theatre Berlín: cortado en la carne
- 1999: Hans Otto Theatre Potsdam: Los ladrones
- 2000: Residenztheater Munich : Ms. Schlemihl y sus sombras; El mejor día; Un enemigo del pueblo
- 2001-2007: Deutsches Theatre de Berlín : Der Leutnant von Inishmore (director: J. Jochymski); Titus Andronicus ; Lo que quieres (Director: SV Holm); Dr. Caligari (Director: Robert Wilson ); Amor verdadero (Director: M. Kloepfer); La Gran Duquesa de Gerolstein (Directora: Th. Schulte-Michel); Comedia de seducción (Director: S. Kimmig); Sueño de una noche de verano

### Películas

#### cine
- 1998: no en la boca
- 1999: El color del cielo
- 1999: El sin cicatrices
- 2000: loco
- 2003: Franny y Zoë
- 2005: chico de oro
- 2006: Snipers Valley - Paz asesina
- 2008: Buddenbrooks
- 2009: armisticio
- 2012: campo a través

#### televisión
- 1998: El asesino
- 1998: práctica de Bülowbogen
- 1999: Géminis
- 2000: silencio ardiente
- 2001: El caso Vera Brühne
- 2001: Doble esfuerzo - en la mira de la bestia
- 2002: Maldito enamorado
- 2003: Bella Block : Detrás de los espejos
- 2003: Tatort - tres gatos negros
- 2004: Tatort - partido en casa
- 2004: Tatort - No apto para menores
- 2004: Wilsberg - Amistad mortal
- 2004: horizonte sin fin
- 2005: Ayuda, viene la familia
- 2005: Hoy comienza mi vida
- 2005: la policía llama al 110, con otros ojos
- 2005: Redimido a través del amor - El secreto de la casa roja
- 2006: Un caso para dos - Saludos de amor sangrientos
- 2005: Llamada policial 110 - Blancanieves
- 2006: Millonarios pobres: basura o paz
- 2007: El hombre del pajar
- 2007: El último pedazo de cielo
- 2008: juego limpio. Un thriller sobre crímenes de Würzburg
- 2009: Crashpoint - 90 minutos para estrellarse
- 2009: caza asesina. Mátame si puedes
- 2010: caza asesina. Grita si te atreves
- 2010: Utta Danella - Una monja de la que enamorarse
- 2010: regreso a la felicidad
- 2011: Muerte en Engelstein
- 2011: Tatort - Bajo presión
- 2011: esperanza al final
- 2011: En diferentes circunstancias: jugando con fuego
- 2012: El último rastro - examen de matriculación
- 2012: Ponga a prueba
- 2012: Rommel
- 2013: El muerto en las marismas
- 2013: La mujer en mi
- 2013: ¡manos a la obra, macho!
- 2014: Con agotamiento por el bosque
- 2014: El caso Bruckner
- 2014: Las almas en el fuego
- 2015: Last Trace Berlin (varios episodios)
- 2015: Colonia Brigada Criminal - sombras en la ventana
- 2015: La chica del páramo muerto
- 2015: Compromisos familiares
- 2016: El jefe: toma de rehenes
- 2016: Tatort - Un pie rara vez viene solo
- 2017: El maestro - ¿Es el instinto de caza porque los tigres dientes de sable están extintos?
- 2017: El Viejo - Testigo silencioso
- 2017: Primavera - nada en contra de papá
- 2017: agosto en Berlín
- 2017: Rewind - La segunda oportunidad
- 2017: El diagnóstico de Betty
  - mano a mano
  - Bajo el poder
- 2018: SOKO Leipzig - Por amor
- 2018: Jurado de inspectores - La muerte del Arlequín
- 2018: Un equipo fuerte - muerte de un estudiante
- 2018: Charité
- 2018-2019: Weingut Wader (serie de televisión)
- 2019: Silent Drops (película de televisión)
- 2019: Escape through Höllental (película para televisión)
- 2020: Christmas Daughters (película para televisión)
- 2020: The Law Firm (serie de TV, 2 episodios)

### Audiolibro / reproducción de radio
- Teatro de radio: Königsblau junto a Ulrich Noethen, Tilo Prückner y Marie-Lou Sellem en la serie de teatro de radio: Big Voices - fuertes novelas de crimen, CD No. 10, thriller de crimen histórico de Tom Wolfe; Audio libro. ISBN 978-3-89809-506-8
- Audio libro: Lessing: Emilia Galotti (como Príncipe de Guastalla ) junto a Fritzi Haberlandt, Hille Darjes, Hans-Michael Rehberg ISBN 978-3-86610-172-2
- Juego de radio: Saša Stanišić : Cómo el soldado repara el gramófono (como narrador y como 'Aleksandar') ISBN 3-86604-275-2
- Juego de radio para niños: Wolfheinrich von der Mülbe: La búsqueda de la felicidad del Caballero Kunibert (como 'Caballero Kunibert') ISBN 3-89813-543-8
- 2006: Mariannick Bellot : Weg ins Leben - Directora: Stefanie Horster (obra de radio - DKultur )
- 2009: Jean-Claude Kuner : tengo que saltar - Director: Jean-Claude Kuner (obra de radio - DKultur)
- 2013: Henri Alain-Fournier : El gran Meaulnes - Director: Leonhard Koppelmann (obra de radio - DLF )
- 2015: Nadja Schöning : Génesis - polifonía visual según Paul Klee: "Cuaderno de bocetos pedagógico" - Composición y realización: Nadja Schöning (obra de radio - DKultur)
- 2015: Jenny Reinhardt : El alce tiene la culpa - Directora: Christine Nagel (obra de radio infantil - DKultur)
- 2015: Honoré de Balzac : Eugénie Grandet - Directora: Marguerite Gateau (obra de radio - DKultur )

## Enlaces
- Max von Pufendorf
- Max von Pufendorf
- Max von Pufendorf
- Max von Pufendorf en castupload.com
- Max von Pufendorf en la gestión de agencias Goldschmidt